# Fausto Elhuyar
Fausto de Elhuyar (n. 11 octombrie 1755, Logroño, La Rioja, Spania – d. 6 februarie 1833, Madrid, Noua Castilie⁠(d), Spania) a fost un chimist spaniol, remarcat pentru că a descoperit, împreună cu fratele său Juan José Elhuyar, elementul wolfram în 1783.